# Hitler's Reign of Terror
Hitler's Reign of Terror  è un documentario statunitense del 1934, diretto da Michael Mindlin.
Si tratta della prima pellicola cinematografica di produzione statunitense a dipingere in una luce negativa i nazisti, da poco giunti al potere in Germania.
Cornelius Vanderbilt IV era un cineasta non professionista ma a cui la ricchezza e la notorietà della propria famiglia offrivano enormi mezzi ed opportunità. Nel 1933 si era recato in Germania, documentando in tempo reale la presa di potere di Adolf Hitler e denunciandone le derive totalitarie e la minaccia che il nuovo regime rappresentava per l'intera Europa. Durante la sua permanenza in Germania, Valderbilt ebbe anche l'opportunità di un breve incontro con Hitler il 5 marzo 1933 al termine di un comizio. Alla sua domanda diretta sulle politiche antisemitiche del regime ("And what about the Jews, Your Excellency?") Hitler si sarebbe immediatamente sottratto all'intervista. L'incidente, di cui non esistono immagini, è ricreato nel film con lo stesso Vanderbilt e un attore nella parte di Hitler.
Il film fu proiettato per la prima volta a New York al Teatro Mayfair di Broadway con grande curiosità e largo concorso di pubblico il 30 aprile 1934. La stampa americana tuttavia accolse con scetticismo il suo rilascio negli Stati Uniti. La minaccia del regime nazista appariva ancora lontana. Nonostante che il film riprendesse per lo più scene di manifestazioni pubbliche del regime, il governo del Reich reagì con veemenza considerandolo una provocazione antitedesca. Per evitare un incidente diplomatico la censura americana intervenne a breve a proibirne la distribuzione nelle sale cinematografiche.
Per più di 70 anni il film fu considerato perduto finché nel 2013 una sua copia fu ritrovata negli archivi della Cinémathèque Royale de Belgique a Bruxelles. La copia giunta in Belgio nel 1939 non aveva avuto il tempo di essere distribuita nelle sale a causa della invasione tedesca ed era rimasta nella sua scatola originaria. Restaurata, è stata mostrata nuovamente al pubblico per la prima volta al Museo di Arte Moderna di New York il 26 ottobre 2013.

## Trama
Il film documenta la presa di potere del nazismo nel 1933, offrendo immagini delle manifestazioni pubbliche (raduni, comizi, parate militari, roghi di libri, ecc.) cui Vanderbilt partecipò con la sua troupe di cineasti.